# Kemijski polaritet
Kemijski polaritet je razdvajanje kemijskog naboja zbog kojeg nastaje kemijski dipol ili multipol cijele molekule ili jedne ili više njezinih skupina. Polarne molekule vrše interakciju putem dipol-dipol privlačenja ili vodikovih veza. Molekulski polaritet ovisi o razlici elektronegativnosti atoma u spoju i asimetriji strukture molekule. Polarnost utječe na brojna fizička svojstva poput površinske napetosti, topljivosti, i točaka vrelišta i tališta.

## Polarnost kemijskih veza
Ne privlače svi atomi elektrone jednakom silom. Iznos sile kojom pojedini atom privlači okolne elektrone naziva se elektronegativnost. Atomi visokih elektronegativnosti, poput fluora, kisika i dušika jače privlače elektrone od atoma s niskim vrijednostima elektronegativnosti. U kemijskoj vezi to dovodi do nejednake raspodjele elektrona između atoma, jer elektrone više privlači atom veče elektronegativnosti.
Zbog negativnog naboja elektrona, nejednaka podjela elektrona u kemijskoj vezi vodi do stvaranja električnog dipola odn. razdvajanja pozitivnog i negativnog naboja. Podjela naboja unutar takvih dipola često je manja od Elementarnog naboja, pa se često naziva i parcijalnim nabojem, te se koriste oznake δ+ (delta plus) i δ− (delta minus). Ove simbole su uveli Christopher Kelk Ingold i Edith Hilda Ingold 1926. Dipolni moment veze može se izračunati množenjem količine raspodijeljenog naboja i udaljenošću među nabojima.
Ti dipoli unutar molekula mogu međudjelovati, čime dolazi do dipol-dipol interakcija.